# Go Out
«Go Out» —en español: «Fuera»— es una canción de la banda de rock británica Blur. Es el sencillo principal de su octavo álbum de estudio The Magic Whip. Un video musical de la canción fue lanzado en YouTube el 19 de febrero de 2015.

## Personal
- Damon Albarn – voz
- Graham Coxon – guitarra eléctrica
- Alex James – bajo
- Dave Rowntree – batería

## Posicionamiento en las listas
| Lista (2015)                                | Posición más alta |
| ------------------------------------------- | ----------------- |
| Bélgica (Flandes) (Ultratip Bubbling Under) | 64                |
| Bélgica (Valonia) (Ultratip Bubbling Under) | 42                |
| Francia (SNEP)                              | 188               |